# Skarbimierz (powiat Brzeski)
Skarbimierz is een dorp in het Poolse woiwodschap Opole, in het district Brzeski (Opole). De plaats maakt deel uit van de gemeente Skarbimierz en telt 200 inwoners.